# Androcalva bivillosa
Androcalva bivillosa är en malvaväxtart som beskrevs av C.F.Wilkins. Androcalva bivillosa ingår i släktet Androcalva och familjen malvaväxter. Inga underarter finns listade i Catalogue of Life.